# Paul Misraki
Paul Misraki, pseudonimo di Paul Misrachi (Istanbul, 28 gennaio 1908 – Parigi, 29 ottobre 1998), è stato un compositore e paroliere francese. In Francia è noto anche come scrittore; la sua fama mondiale però l'ha ottenuta come musicista e, a volte, autore di testi.

## Biografia
Nato in Turchia da famiglia francese di origini ebraiche, si accosta alla musica studiando pianoforte con Charles Koechlin, e nel 1930 entra nell'orchestra di Ray Ventura, come pianista ed arrangiatore, iniziando a scrivere molte canzoni di successo.
Durante l'occupazione tedesca, a causa della sua origine, deve fuggire dalla Francia, e continua l'attività di musicista in Sudamerica e poi a Hollywood, dove collabora ad alcune commedie musicali; torna in Francia nel 1946, riprendendo a scrivere canzoni e contribuendo a diffondere in Francia tutte le nuove tendenze musicali che aveva avuto modo di apprendere oltreoceano.
Ha scritto sia canzoni per molti grandi nomi della canzone francese come Édith Piaf (C'est la moindre des choses, Sur une colline), Yves Montand (La tête à l'ombre, Flâner tous les deux) e Juliette Gréco (La châtelaine du Liban, Mon cœur n‘était pas fait pour ça), Rina Ketty (Rendez moi mon coeur), sia colonne sonore per molti film di registi come Orson Welles (Rapporto confidenziale), Roger Vadim (Piace a troppi), Luis Buñuel e Claude Chabrol.
Molte sue canzoni sono state anche incise in italiano: Vous qui passez sans me voir, successo del 1937 di Charles Trenet (autore del testo originale in francese), tradotto in italiano da Mario Panzeri e Nino Rastelli come Tu cosa farai di me inciso nel 1942 da Vittorio Belelli; o Tout va très bien madame la Marquise, di cui è autore del testo, del 1934, che è entrato addirittura nel linguaggio comune, tradotto come Tutto va ben, madama la marchesa ed inciso da Nunzio Filogamo, Riccardo Massucci, Giacomo Osella e Enrico Molinari.

## Filmografia parziale

### Colonne sonore

#### Cinema
- L'Amour à l'américaine, regia di Claude Heymann e Pál Fejös (1931)
- Coralie et Cie, regia di Alberto Cavalcanti (1934)
- Piccola ladra (Battement de coeur), regia di Henri Decoin (1940)
- Manon, regia di Henri-Georges Clouzot (1949)
- Storie straordinarie (Histoires extraordinaires à faire peur ou à faire rire...), regia di Jean Faurez (1949)
- Atollo K (Atoll K), regia di Léo Joannon (1951)
- Vacanze a Montecarlo, regia di Jean Boyer e Lester Fuller (1951)
- Nous irons à Monte Carlo, regia di Jean Boyer e Lester Fuller (1951)
- La regina Margot (La reine Margot), regia di Jean Dréville (1954)
- Rapporto confidenziale (Mr. Arkadin), regia di Orson Welles (1955)
- Oasi (Oasis), regia di Yves Allégret (1955)
- Gli anni che non ritornano (La Meilleure part), regia di Yves Allégret (1955)
- Piace a troppi (Et Dieu... créa la femme), regia di Roger Vadim (1956)
- La selva dei dannati (La mort en ce jardin), regia di Luis Buñuel (1956)
- L'età difficile (Les mistons, letteralmente I monelli), regia di François Truffaut (1957)
- L'isola che scotta (La fièvre monte à el Pao), regia di Luis Buñuel (1959)
- I cugini (Les Cousins), regia di Claude Chabrol (1959)
- Furore di vivere (Le chemin des écoliers), regia di Michel Boisrond (1959)
- L'appuntamento (Le rendez-vous), regia di Jean Delannoy (1961)
- Agente Lemmy Caution: missione Alphaville (Alphaville, une étrange aventure de Lemmy Caution), regia di Jean-Luc Godard (1965)
- La sedia a rotelle (Un meurtre est un meurtre), regia di Étienne Périer (1972)